# Harmonica de verre

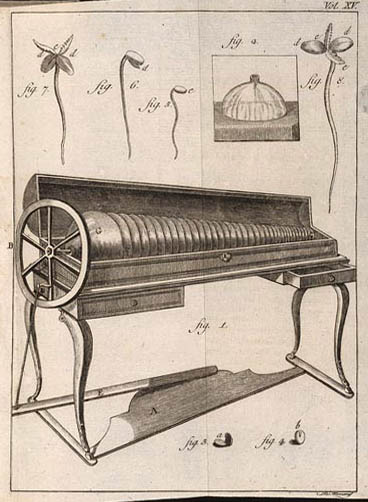
L'harmonica de verre de B. Franklin dans une édition italienne de ses lettres à Beccaria (Milan, années 1770).

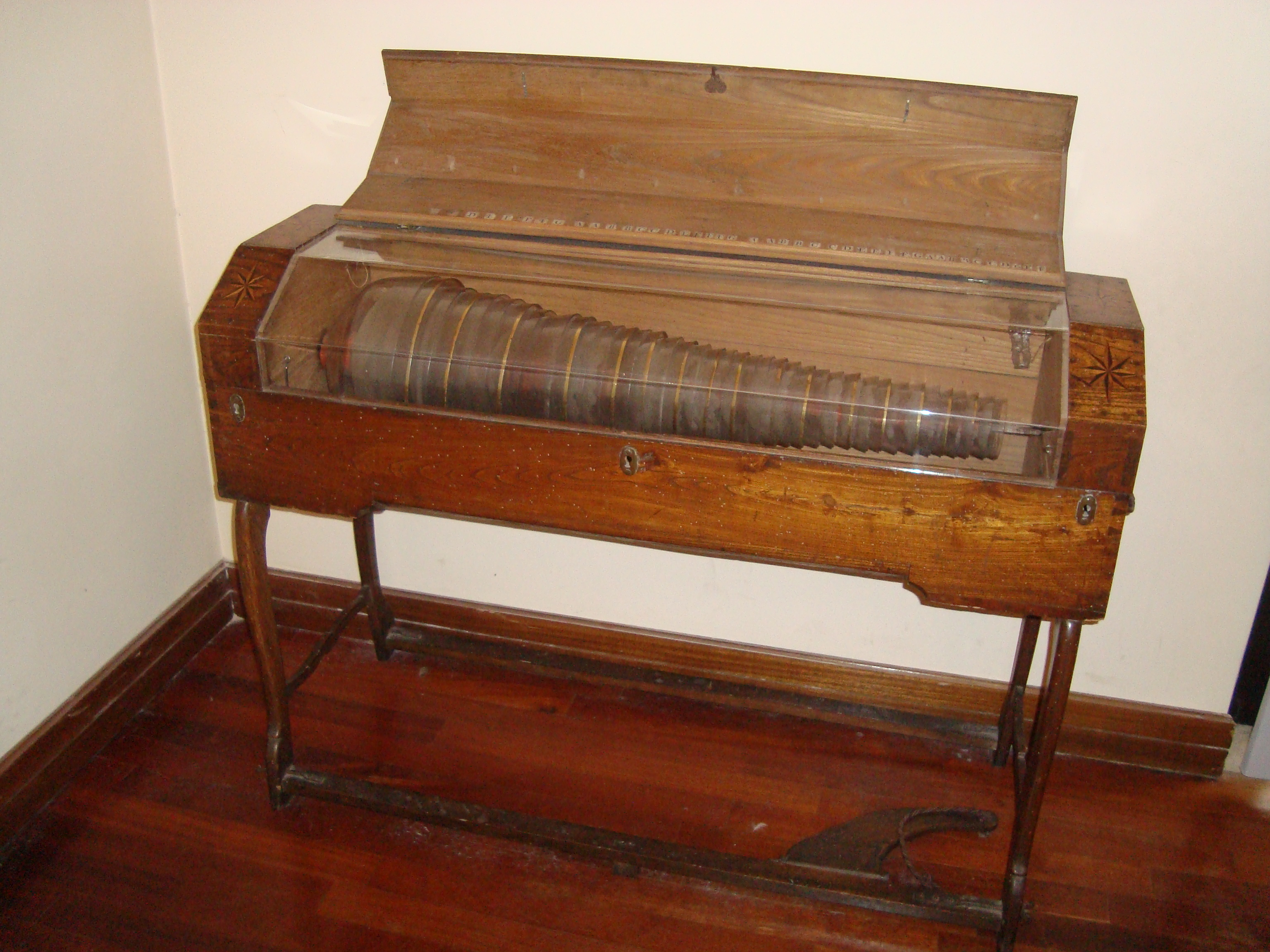
Harmonica de verre du XIXe siècle, collection du Musée national des instruments musicaux de Rome.

L'harmonica de verre,, est un instrument de musique perfectionné par Benjamin Franklin en 1761 à partir des verres musicaux, les vérillons préexistants. Franklin avait nommé l'instrument armonica à partir de l'italien (avant l'invention de l'harmonica de bouche allemand).

## Description

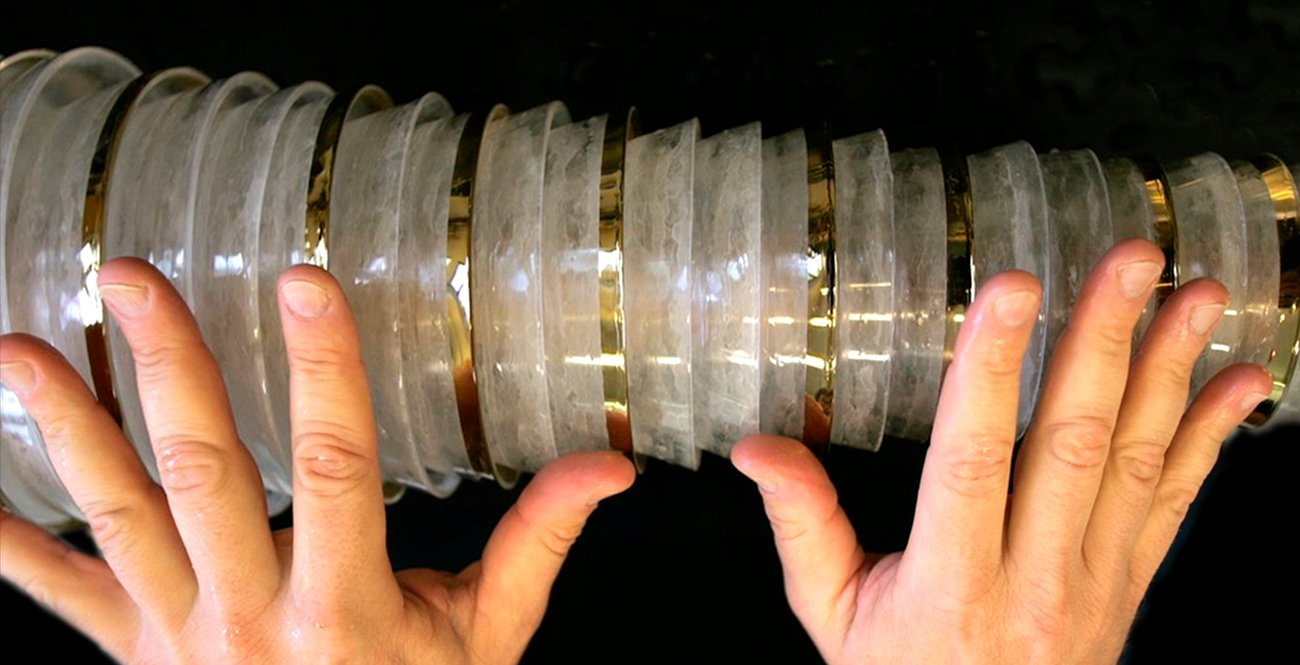
Les mains de Thomas Bloch sur son harmonica de verre. Les notes aiguës se trouvent à droite.

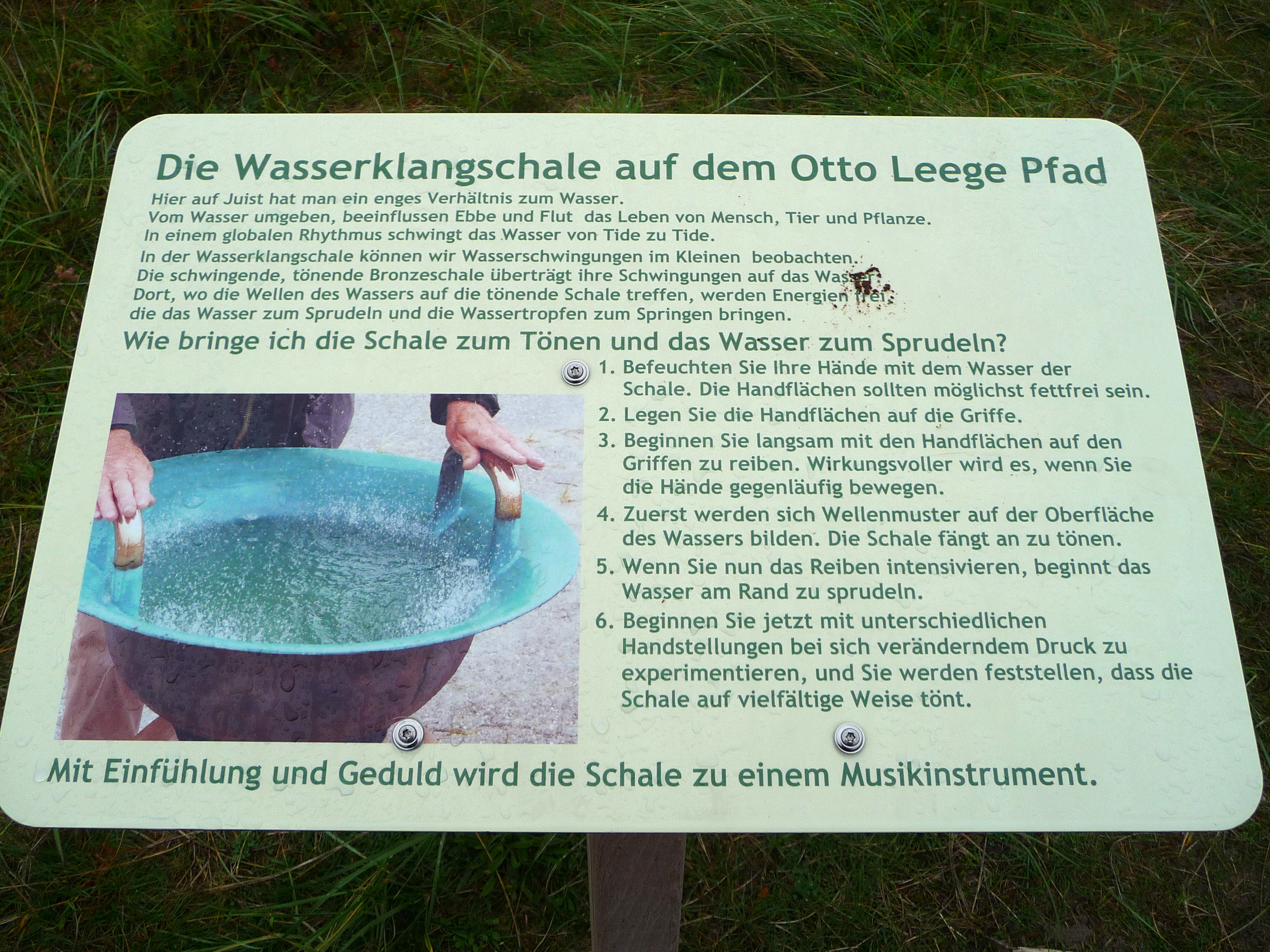
La Wasserklangschale, idiophone appartenant au folklore de l'île frisonne de Juist, est un parent de l'harmonica.

C'est une mécanisation des « verres musicaux » : il se compose de bols en cristal, en verre ou en quartz empilés sur un axe horizontal rotatif entraîné par une pédale ou, aujourd'hui, par un moteur électrique. Après s'être mouillé les doigts, on frotte le bord des verres qui émettent un son limpide sans attaque.

## Histoire
Franz Anton Mesmer jouait fréquemment de l'harmonica de verre lors de ses traitements collectifs par le magnétisme animal autour du « baquet » à Paris dans les années 1780. Grand ami de la famille Mozart, c'est chez lui que Wolfgang Amadeus le découvrira. Il dédiera en mai 1791 sa dernière œuvre de musique de chambre (Adagio et Rondo, KV 617) à l'harmonica accompagné de la flûte, du hautbois, de l'alto et du violoncelle.
En 1835, un décret de police l'interdit dans certaines villes d'Allemagne notamment, invoquant que ses sons font hurler les animaux, provoquent des accouchements prématurés ou suscitent la folie chez les interprètes et les auditeurs. L'explication scientifique de ces rumeurs pourrait être la présence de plomb dans le verre causant à long terme, du moins chez l'utilisateur, un cas de saturnisme. L'instrument (surnommé « orgue angélique » par Niccolò Paganini) disparaît peu après. En 1844 pourtant, le compositeur belge Joseph Mattau avait repris les « verres musicaux » et leur avait donné le nom de mattauphone.
En 1982, le maître verrier Gerhard B. Finkenbeiner fournit depuis Waltham (Massachusetts) les pièces en verre-cristal pour différents instruments de musique dont l'harmonica de verre.
Outre 400 œuvres classiques, le répertoire de l'harmonica de verre s'élargit aujourd'hui grâce à des œuvres contemporaines commandées par les quelques interprètes professionnels en activité (Thomas Bloch en Europe, Dennis James (en) aux États-Unis, etc.), à des musiques de film (comme Philippe Sarde pour celle du film Le Locataire de Roman Polanski en 1976) et à la chanson (KoЯn avec Falling Away From Me lors de leur MTV Unplugged, Gorillaz dans l'opéra Monkey, Journey to the West en 2007).

## Quelques compositeurs
(classés dans l'ordre chronologique)
- Wolfgang Amadeus Mozart
- Johann Adolph Hasse
- Vincenc Mašek
- Antoine Reicha
- Richard Strauss
- Camille Saint-Saëns
- Gaetano Donizetti
- Carl Philipp Emanuel Bach
- George Crumb
- Philippe Sarde
- Damon Albarn
- Tom Waits
- Thomas Bloch
- Jan Erik Mikalsen
- Michel Redolfi
- Etienne Rolin
- Régis Campo
- Guillaume Connesson
- Émilie Simon
- KoЯn
- Carl Leopold Röllig
- Nils Frahm

## Discographie
- Musique pour Harmonica de verre du temps de Mozart – Dennis James, Solistes de Salzbourg (1991, Syrinx Records CSR 91101) (OCLC 29541380) — Mozart (Adagio et Rondo K.617 ; Adagio K.356), Joham Gottlieb Naumann (Duo en sol majeur), loseph Aloys Schmittbauer (Rondo), Johann Baptist Vanhal (Variations), Johann Abrahan Peter schulz (Largo), Johann Friedrich Reichardt (Rondeau en si  majeur), Haydn (Minuet), Beethoven (Melodrama).
- Cristal : Musique pour Harmonica de verre à travers les âges – Dennis James ; Linda Ronstadt et Ruth Ann Swenson, sopranos ; Quatuor Emerson ; Ensemble Stradivaria (2002, Sony Classical SK 89047) (OCLC 49058808) — Alessandro Scarlatti, Hasse, Mozart, Fauré (Pavane, op. 50), etc.

Parmi la dizaine interprètes de l'instrument certains ont laissé une abondante discographie, tel Dean Shostak aux États-Unis de 1995 à 2010 (The Glass Armonica, Crystal Carols, Crystal Christmas, Revolutions, Celtic Crystal, Davy Crockett’s Fiddle et 18th Century Mother Goose Songs).